# 出口亜梨沙
出口 亜梨沙（でぐち ありさ、1992年9月18日 - ）は、日本のグラビアアイドル、女優、タレント、リポーター。エイベックス・マネジメント所属を経てフリーランス。大阪府出身。

## 略歴
テレビ情報番組でのリポーターとして活動を開始し、2017年より「巨乳すぎるリポーター」としてグラビアアイドルとしても活動を開始。初掲載は集英社『週刊プレイボーイ』2017年32号。
2019年1月10日、『週刊ヤングジャンプ』創刊40周年を記念した「SS ELEVEN」に選抜される。
2024年2月16日、同月15日を以て約7年間所属したエイベックス・マネジメントから独立したことを自身のX（旧Twitter）とInstagramで報告した。

## 出演

### テレビバラエティ
- おはようコールABC（2016年3月16日 - 2020年3月、ABCテレビ） - リポーター
- すもももももも!ピーチCAFE（2016年4月3日 - 2017年4月1日、読売テレビ）
- 佳代子の部屋～真夜中のゲーム会議～（2017年11月9日・16日・12月7日、フジテレビ）
- 今から西野アナが行きますんで～頑張る美女を歌で応援します～（2017年12月19日、テレビ東京）
- 志村&鶴瓶のあぶない交遊録（2018年1月3日、テレビ朝日） - 英語禁止ボウリングの女性議員役
- 志村けんのだいじょうぶだぁ春!笑いのお祝いスペシャル（2018年4月18日、フジテレビ）

### 配信バラエティ
- いきなりマリッジ4（2020年8月1日 - 8月22日、ABEMA）
- ABEMA BOATRACE CAMPUS クロちゃんとクルーちゃん（2022年4月1日 - 2023年3月31日、ABEMA） - ボートレースガールズ

### テレビドラマ
- 連続テレビ小説 べっぴんさん 第6回（2016年10月8日、NHK）[9]
- 歌舞伎町弁護人 凛花（2019年4月13日、BSテレ東）- りお 役[10]
- 癒されたい男 第9話（2019年6月5日、テレビ東京） - 忍エム子 役[11]
- べしゃり暮らし 第6話（2019年8月31日、テレビ朝日）[12]
- 警視庁・捜査一課長2020 第15話（2020年8月27日、テレビ朝日） - 和田志乃 役[13]
- オリバーな犬、 (Gosh!!) このヤロウ 第1話（2021年9月17日、NHK総合） - 「CLUB Kerala」のキャバ嬢 役
- だから殺せなかった（2022年1月9日 - 2月6日、WOWOW）
- キス×kiss×キス〜メルティングナイト〜 episode.05・10（2022年11月3日・17日、テレビ東京） - バリキャリ女子（05）・初めての彼女（10） 役
- ブラックポストマン 第2話（2023年8月25日、テレビ東京） - 谷玲奈 役

### 配信ドラマ
- ギルガメッシュFIGHT（2022年12月25日 - 2023年1月29日、Paravi） - 大沢ゆりえ 役[14]

### 映画
- クロガラス1（2019年3月、エイベックス・ピクチャーズ）- 舞衣（まい） 役
- 恋する男（2020年7月25日）- 瞳 役[15]
- スーパー戦闘 純烈ジャー（2021年9月10日） - 桶川アリサ 役[16][17]
- ポプラン（2022年1月14日、エイベックス・ピクチャーズ） - 現場レポーター 役
- 甘い夏（2022年12月4日、マーメイドフィルム） - りえ 役
- シモキタブレイザー（2024年2月16日、アルバトロス・フィルム） - 飯田橋くるみ 役[18]
- THIS MAN（2024年6月7日、アルバトロス・フィルム） - 主演：八坂華 役[19][20]

### 舞台
- 舞台「義風堂々!!」（2017年11月 - 12月、AiiA 2.5 Theater Tokyo / 大阪メルパルクホール）[21]
- おそ松さん on STAGE 〜SIX MEN’S SHOW TIME〜 - ヒロイン・トト子 役
  - おそ松さん on STAGE 〜SIX MEN’S SHOW TIME2〜（2018年2月 - 3月、梅田芸術劇場 / TOKYO DOME CITY HALL） [22]
  - 喜劇「おそ松さん」（2018年11月、日本青年館ホール / 京都劇場） [23]
  - おそ松さん on STAGE 〜SIX MEN’S SHOW TIME3〜（2019年11月 - 12月、舞浜アンフィシアター / あましんアルカイックホール） [24]
- クレスト☆シザーズ （2018年5月10日 - 13日、サンシャイン劇場 / 5月17日 - 19日、サンケイホールブリーゼ） - 水桐アサ 役[25]
- 斬劇『戦国BASARA』天政奉還 （2019年7月12日 - 28日、ヒューリックホール東京 他） - 鶴姫 役[26]
- 赤の女王（2019年1月9日 - 14日、ウエストエンドスタジオ） - 主演：エル 役[27]
- 舞台「バレンタイン・ブルー」（2020年2月18日 - 25日、博品館劇場）
- 舞台『Collar×Malice』-岡崎契編-（2019年5月、シアターサンモール / 松下IMPホール） - ヒロイン・星野市香 役[28]
- 舞台『プロパガンダゲーム』（2022年8月11日 - 28日、サンモールスタジオ） - 越智小夜香 役[29]
- 舞台『宇宙戦艦ティラミス』 - リージュ・ルロワ 役
  - 舞台『宇宙戦艦ティラミス～銀河列車で遊郭行きてぇなぁ編～』（2022年10月7日 - 16日、こくみん共済 coop ホール／スペース・ゼロ）[30]
  - 舞台『宇宙戦艦ティラミス』完結編〜ファイナルラストはエンドの終わり〜（2023年9月2日 - 3日、ココロかさなるCCNセンター サンシャインホール / 9月7日 - 17日、IMAホール）[31]
- おかしな転生～アップルパイは笑顔とともに～（2023年3月8日 - 12日、CBGKシブゲキ!!） - アニエス 役[32]
- ロックミュージカル「新宿のありふれた夜」（2023年11月23日 - 26日、シアターΧ） - ユリエ 役[33]
- 朗読劇「夢から醒めない夢を見よ。」（2023年12月14日、シアター・アルファ東京） - とある女 役[34]
- πTOKYO夏の朗読祭り『夏砂に描いた』（2024年7月17日 - 21日、πTOKYO）[35]
- ぐりむの法則『ハリトイト』（2024年10月9日 - 13日、駅前劇場） - 島谷 役[36]
- πTOKYOプロデュース『ソウサイノチチル』（2025年2月21日 - 3月2日、πTOKYO）[37]
- 劇団皇帝ケチャップ 第19回本公演『拘ったところでたかが文字』（2025年4月16日 - 20日、新宿シアタートップス） - 主演：美濃原葉衣路 役[38]

### モデル
- overE（エスティーム） - カタログモデル

## 作品

### イメージDVD
- FACES（2019年1月24日、イーネット・フロンティア）

### VR
- 【VR】僕の彼女は出口亜梨沙〈Gカップのセクシーすぎるお花屋さん〉 1吐息の告白「好き♡」＜フライデーVRシリーズ＞(2020年4月9日、講談社)
- 【VR】僕の彼女は出口亜梨沙〈Gカップのセクシーすぎるお花屋さん〉 2ベッドでイチャイチャしよ？＜フライデーVRシリーズ＞(2020年4月9日、講談社)
- 【VR】僕の彼女は出口亜梨沙〈Gカップのセクシーすぎるお花屋さん〉 3朝の私を撮って♡＜フライデーVRシリーズ＞(2020年4月9日、講談社)
- 【VR】3本セット 僕の彼女は出口亜梨沙〈Gカップのセクシーすぎるお花屋さん〉 4もっと……♡＜フライデーVRシリーズ＞(2020年4月9日、講談社)

### 写真集
- a-books GRAVURE 2018（2018年8月3日、エイベックス・マネジメント / メディアパル）ISBN 978-4-8021-9218-7[39]
- EXIT（2018年10月27日、ワニブックス、撮影：西條彰仁）ISBN 978-4847081491
- Entrance（2021年11月27日、ワニブックス、撮影：大江麻貴）ISBN 978-4847083914[40][41][42]
- Essence（2023年9月22日、講談社、撮影：佐藤佑一）ISBN 978-4-06-533752-3

### 電子書籍
- FRIDAYデジタル写真集 出口亜梨沙「爽やかすぎる巨乳」（2018年6月29日、講談社、撮影：松田忠雄）
- FLASHデジタル写真集 出口亜梨沙 ずぶ濡れ報告。（2018年6月29日、光文社、撮影：藤本和典）
- ＜週プレ PHOTO BOOK＞ 出口亜梨沙「妖艶なるままに」（2018年7月20日、集英社、撮影：西條彰仁）
- 【ヤングチャンピオンデジグラ】出口亜梨沙「やわらかい、でしょ？」（2018年8月1日、秋田書店）
- 出口亜梨沙「あふれる生バスト」 FRIDAYデジタル写真集（2018年9月21日、講談社、撮影：阿部ちづる）
- SPA!デジタル写真集 出口亜梨沙（SPA!BOOKS）（2018年12月25日、扶桑社、撮影：中山雅文）
- 出口亜梨沙　愛の入り口 週刊ポストデジタル写真集（2019年5月20日、小学館、撮影：西田幸樹）
- あ・か・ん…… 出口亜梨沙 1 ［sabra net e-Book］（2019年9月20日、小学館）
- あ・か・ん…… 出口亜梨沙 2 ［sabra net e-Book］（2019年9月20日、小学館）
- あ・か・ん…… 出口亜梨沙DX [sabra net e-Book]（2019年9月20日、小学館）
- めっちゃ、べっぴんさん。 出口亜梨沙 3 ［sabra net e-Book］（2020年1月17日、小学館）
- めっちゃ、べっぴんさん。 出口亜梨沙 4 ［sabra net e-Book］（2020年1月17日、小学館）
- めっちゃ、べっぴんさん。 出口亜梨沙DX ［sabra net e-Book］（2020年1月17日、小学館）
- 【デジタル限定】出口亜梨沙写真集「雪国旅情」 週プレ PHOTO BOOK（2020年2月3日、集英社、撮影：西條彰仁）
- 出口亜梨沙「マシュマロみたいなGカップ vol.1」 FRIDAYデジタル写真集（2020年2月7日、講談社、撮影：岡本武志）
- 出口亜梨沙「マシュマロみたいなGカップ vol.2」 FRIDAYデジタル写真集（2020年2月7日、講談社、撮影：岡本武志）
- 出口亜梨沙「マシュマロみたいなGカップ vol.3」 未公開105カット完全版 FRIDAYデジタル写真集（2020年2月7日、講談社、撮影：岡本武志）
- 出口亜梨沙「色めく昼下がり」 週刊現代デジタル写真集（2020年9月23日、講談社、撮影：熊谷貫）
- 出口亜梨沙「好きにしてええよ」 週刊現代デジタル写真集（2020年9月23日、講談社、撮影：熊谷貫）
- 出口亜梨沙「愛しくてたまらない」週刊ポストデジタル写真集（2022年9月29日、小学館、撮影：丸谷嘉長）
- FLASHデジタル写真集 出口亜梨沙 「ある日、サキュバスが住みついた。」（2022年11月11日、光文社、撮影：佐藤佑一）
- 週プレ PHOTO BOOK 出口亜梨沙&真島なおみ写真集「禁断のふたり」（2023年4月3日、集英社、撮影：前康輔）
- 背徳ラブホテル 週刊現代デジタル写真集（2023年5月17日、講談社、撮影：佐藤佑一）